# Warionia
Warionia là một chi thực vật có hoa trong họ Cúc (Asteraceae).

## Loài
Chi Warionia gồm các loài: